# Lunar Orbiter 1
Lunar Orbiter 1 var en obemannad rymdsond från NASA, med uppdrag att fotografera månen. Den sköts upp med en Atlas SLV-3 Agena-D-raket från Cape Kennedy Air Force Station, den 10 augusti 1966. Den gick in i omloppsbana runt månen den 14 augusti 1966. För att inte störa radiokommunikationen med Lunar Orbiter 2 kraschades sonden på månens yta den 29 oktober 1966.

### Fotnoter
1. ↑  ”NASA Space Science Data Coordinated Archive” (på engelska). NASA. https://nssdc.gsfc.nasa.gov/nmc/spacecraft/display.action?id=1966-073A. Läst 26 mars 2020.